# Bienal de Coruche
La Bienal de Coruche es una exposición de arte contemporáneo celebrada cada dos años en la villa de Coruche, Portugal, en el mes de octubre. Creada en 2003 por el arquitecto Carlos Janeiro, está organizada por el municipio de Coruche y el Museo de Coruche. 